# Novi Pazar
Novi Pazar (Serbi: Нови Пазар, Turc: Yeni Bazar, que vol dir 'Nou Mercat') és una ciutat i municipalitat al sud-oest de Sèrbia, districte de Raška. Al cens del 2011 el municipi tenia 92.776 habitants (60.638 habitants a la ciutat). Novi Pazar és el centre de la part sèrbia de la regió del Sandžak (Sandjak) i centre cultural dels bosnians de Sèrbia. La municipalitat ocupa 742 km² i inclou un centenar d'establiments o llocs habitats, la majoria petits i repartits per les muntanyes que rodegen la ciutat; després de Novi Pazar la principal població és Mur, amb uns 3.000 habitants.
Els pobles rellevants de la municipalitat són: Alulović, Bajevica, Banja, Bare, Batnjik, Bekova, Bele Vode, Boturovina, Brđani, Brestovo, Vever, Vidovo, Vitkoviće, Vojkoviće, Vojniće, Vranovina, Vučiniće, Vučja Lokva, Golice, Gornja Tušimlja, Goševo, Građanoviće, Gračane, Grubetiće, Deževa, Dojinoviće, Drum, Dolac, Doljani, Dragočevo, Dramiće, Žunjeviće, Zabrđe, Zlatare, Ivanča, Izbice, Jablanica, Javor, Janča, Jova, Kašalj, Kovačevo, Kožlje, Koprivnica, Kosuriće, Kruševo, Kuzmičevo, Leča, Lopužnje, Lukare, Lukarsko, Goševo, Lukocrevo, Miščiće, Mur, Muhovo, Negotinac, Odojeviće, Okose, Osaonica, Osoje, Oholje, Pavlje, Paralovo, Pasji Potok, Pilareta, Pobrđe, Požega, Požežina, Polokce, Pope, Postenje, Prćenova, Pusta Tušimlja, Pustovlah, Radaljica, Rajetiće, Rajkoviće, Rajčinoviće, Rajčinovićka Trnava, Rakovac, Rast, Sebečevo, Sitniče, Skukovo, Slatina, Smilov Laz, Srednja Tušimlja, Stradovo, Sudsko Selo, Tenkovo, Trnava, Tunovo, Hotkovo, Cokoviće, Čašić Dolac, Šavci, Šaronje, Štitare i Zaguljača.

## Demografia
Al cens de 1953 la municipalitat de Novi Pazar tenia 53.331 habitants: 
- Serbis (50,38%)
- Turcs (21,87%)
- Iugoslaus (26,94%)
- Altres (0,83%).

Quasi tots els esmentats com a turcs i iugoslaus eren de fet bosnians; als següents cens va aparèixer la "nacionalitat musulmana" i des de 2002 es va establir l'ètnia bosniana.

### Dades de la Municipalitat
| 1961 | 27.933 | 47,52% | 23.250 | 39,56% | 1.261 | 2,15% | 543 | .%    | 58.777 |
| 1971 | 25.076 | 38,98% | 37.140 | 57,74% | 183   | 0,28% | 359 | .%    | 64.326 |
| 1981 | 21.834 | 29,51% | 49.769 | 67,26% | 931   | .%    | 295 | .%    | 74.000 |
| 1991 | 19.064 | 22,36% | 64.251 | 75,37% | 700   | 0.82% | 232 | .%    | 85.249 |
| 2002 | 17.599 | 20,46% | 65.593 | 76,27% | 1.599 | 1,86% | 136 | 0,16% | 85.996 |

### Àrea urbana
| 1971 | 5.322 | 17,54% | 24.544 | 80,9%  | 167 | 0,55% | 298 | 0,98% | 28.950 |
| 1981 | 6.689 | 16,28% | 32.798 | 79,8%  | 848 | 2,06% | 246 | 0,6%  | 41.099 |
| 1991 | 6.698 | 12,94% | 43.774 | 84,59% | 575 | 1,11% | 190 | 0,37% | 51.749 |
| 2002 | 6.724 | 12,31% | 46.339 | 84,86% | 904 | 1,66% | 105 | 0,19% | 54.604 |

A la ciutat hi ha uns 6.000 refugiats serbs de Kosovo, Bòsnia i Croàcia.

## Història
S'ha trobat (a l'antiga església de Petrova) una tomba d'un príncep il·liri del segle V aC amb diversos objectes, joies, grans i poteria àtica. No hi havia cap ciutat al lloc sota els romans i els romans d'Orient; després de la invasió dels eslaus als segles VI i VII es suposa que va acabar sorgint un centre comercial informal no lluny de Ras (moderna Stari Ras), la capital medieval del regne de Ràscia, la situació de la qual era més dolenta per enllaçar amb les rutes comercials dels Balcans. A la rodalia van sorgir monestirs, esglésies i banys i el nucli comercial fou molt pròsper.
La regió fou conquerida pels otomans el 1456 i Yeni Bazar declarada ciutat separada el 1459-1461 per Isa Beg Isaković (que fou també el fundador de Sarajevo); estava a pocs quilòmetres de les ruïnes de Ras i se li va afegir el Yeni (Nova) per contraposició a Pazarişte o Tărgovište que en turc es deia Eski Bazar (Vell Mercat); el primer document que esmenta Yeni Bazar és del segle xv quan el consell de Ragusa va decidir nomenar un cònsol a la ciutat el 1461. La seva situació a les rutes que portaven a Ragusa (Dubrovnik), Niš, Sofia, Constantinoble (Istanbul), Salònica, Sarajevo, Belgrad i Budapest la deixaven en una situació ideal. Fou capital d'un sandjak otomà.
Va ser visitada per nombrosos viatgers entre els quals Evliya Çelebi el 1660 que (tot i la seva exageració habitual) esmente més de 40 mahalles, 23 mesquites (la de Altun Alem és la més antiga i data del 1461), 11 mesjids, 5 madrasses, 2 tekkes, 49 fonts, diversos khans, 3.000 cases, alguns palaus, 1110 botigues, 2 hammans, 2 imarets i 7 esglésies. El 1689, durant la guerra contra Àustria, la ciutat fou ocupada pels imperials i devastada, començant la seva decadència. Altre cop fou ocupada pels austríacs el 1737.
Després els beys locals foren gairebé independents destacant els de la família de Ferhaoğullari; foren anys d'anarquia agreujats per algunes epidèmies de pesta. Així durant tot el segle xviii i al segle xix Yeni Bazar fou una ciutat de feble importància. Al la part final del segle xix hi van anar molts refugiats musulmans procedents de Montenegro i de Sèrbia. La ciutat tenia 7.000 habitants el 1836, i 12.000 el 1857.
El 1878 al Congrés de Berlín es va crear una entitat separada ("corpus separatum") coneguda com el Sandjak de Novi Pazar (o Sanjak de Novibazar) on hi hauria guarnicions austrohongareses a la part occidental (regió de Lim). El 1908 el districte fou retornat a l'Imperi Otomà però ocupat l'octubre de 1912 per tropes sèrbies i montenegrines i el 1913 els dos regnes es van repartir el país; l'emigració dels musulmans cap a Turquia en els següents anys fou considerable. El 1913 tenia 13.433 habitants. El 1915 les dues parts foren ocupades per les fores austro-hongareses; al final de la guerra fou concedida al nou regne dels Serbis, Croats i Eslovens i el 1921 tenia 11.207 habitants; des de 1929 l'estat va agafar el nom de Regne de Iugoslàvia. El 1941 fou ocupada pels italians i agregada a la Gran Albània, regne en unió personal amb Itàlia i protectorat; el 1944 fou ocupada pels alemanys però alliberada pels partisans.
El 1968 tenia 23.000 habitants. La forta comunitat musulmana va emigrar en part cap a Bòsnia-Hercegovina (principalment Sarajevo) i cap a Macedònia. Molts emigrants del Sandjak van participar en la fundació i organització de la Unió d'Acció Democràtica a Sarajevo, després Partit d'Acció Democràtica, que fou partit hegemònic entre els musulmans de Bòsnia (dirigit per Alija Izetbegović i el segon partit del Sandjak després del Partit Democràtic del Sandjak.